# 艾莉·蜜雪卡
艾莉森·芮奈·“艾莉”·蜜雪卡（英語：Alyson Renae "Aly" Michalka，/miːˈʃɑːkə/ mee-SHAH-kah； 1989年3月25日—），是一名女演員與音樂家。著名演出作品有迪士尼頻道原創系列《未來少年菲爾》以及The CW《啦啦小野貓》與《我是殭屍》。她與妹妹AJ·蜜雪卡共組了一個音樂組合艾莉與AJ，又稱“艾莉與AJ”。

## 早年生活
蜜雪卡出生於加利福尼亞州托倫斯，並與妹妹AJ·蜜雪卡相繼在西雅圖與南加利福尼亞州長大。她的父親馬克（Mark）是一間建設承包商的所有人，母親嘉莉（Carrie）則是基督樂團「JC Band」的成員。

## 演藝生涯

### 演員
2004年，蜜雪卡參演了迪士尼頻道原創系列《未來少年菲爾》，並擔綱女主角琪莉·特斯洛。該劇於2004年6月18日首播，但在播出兩季後便被遭到取消。在此段期間，她也演出了迪士尼頻道原創電影《魔法少年》，並與妹妹AJ·蜜雪卡合演了《牛仔公主》，她與妹妹後來也在MTV電視電影《超級甜蜜16歲：電影版》中合作。
2009年，蜜雪卡與同樣出身自迪士尼的凡妮莎·哈金斯共同主演了電影《搖滾未來》。 2010年，蜜雪卡和同樣出身迪士尼的艾希莉·緹絲黛爾一同主演了The CW啦啦隊影集《啦啦小野貓》，儘管開播表現不差，但仍因後期收視直直落，而在隔年5月遭到取消。
2014年，蜜雪卡與妹妹三度攜手合作，演出了其丈夫史蒂芬·林格（Stephen Ringer）執導之電影《姊妹情深》（Weepah Way for Now），該電影於2015年6月16日在洛杉磯電影節首映。 2015年，蜜雪卡參演了The CW影集《我是殭屍》，並在該劇的第1－2季擔任常設演員， 自第3季起則被提升為主演。

### 歌手
蜜雪卡與妹妹AJ·蜜雪卡在2004年共組了一個名為「艾莉與AJ」的音樂組合，他們先後發行了3張專輯。2010年，她們將樂團名稱改為「78violet」，並預計發行第4張專輯， 但在離開好萊塢唱片後，此計劃並未實現，直至2013年才發行了一首單曲。 2015年12月，她們宣布團名將改回「艾莉與AJ」。 2016年4月，證實將在未來釋出新音樂創作。 
並在2017年發行了一首單曲。 2017年7月預計將再發行一首單曲。

## 個人生活
蜜雪卡是名基督教徒， 她自5歲起便學習彈鋼琴，並在教會劇目中演出，13歲則開始學習彈奏吉他，其父母已離異。 2012年，蜜雪卡在拍攝《紅杉之行》時，結識獨立電影製作人史蒂芬·林格（Stephen Ringer），並開始與之約會。他們在2014年7月於加利福尼亞州大索爾訂婚，於2015年6月6日在義大利菲諾港舉行了小小的婚禮。

## 作品

### 電影
| 年份   | 作品         | 角色            | 備註          |
| ------ | ------------ | --------------- | ------------- |
| 2009   | 搖滾未來     | 夏綠蒂·巴恩斯   |               |
| 2010   | 破處女王     | 蕾雅農·阿伯納西 |               |
| 2011   | 共室非友     | 翠西·隆         |               |
| 2013   | 瘋狂的愛     | 珍寧·鮑什       | 原名﹝）      |
| 2013   | 亞當等大人2  | 莎凡娜          |               |
| 2014   | 紅杉之行     | 萊莉·麥奎迪     | [ 21 ] [ 22 ] |
| 2014   | 名留健身房   | 庫琪·瓊斯       |               |
| 2015   | 姊妹情深（Weepah Way for Now） | 艾莉            | 共同製作人    |
| 待公布 | The Lears    |                 |               |

### 電視
| 年份      | 作品                 | 角色          | 備註                                    |
| --------- | -------------------- | ------------- | --------------------------------------- |
| 2004–2006 | 未來少年菲爾         | 琪莉·特斯洛   | 主要演員（43集）                        |
| 2005      | 魔法少年             | 艾莉森·米勒   | 電視電影；主演                          |
| 2006      | 牛仔公主             | 泰勒·卡拉姆   | 電視電影；主演                          |
| 2007      | 明星大整蛊           | 自己          | 1集（第8季第8集）                       |
| 2007      | 超級甜蜜16歲：電影版 | 泰勒·提亞拉   | 電視電影；主演                          |
| 2007      | 艾莉與AJ：姊妹情     | 自己          | 電視特輯                                |
| 2010–2011 | 啦啦小野貓           | 瑪蒂·珀金斯   | 主演（22集）                            |
| 2011      | CSI犯罪現場：紐約    | 米蘭達·貝克   | 1集（第8季第2集）                       |
| 2012      | 安全警報             | 海瑟·楊       | 1集（第2季第10集）                      |
| 2013–14   | 男人兩個半           | 布魯克        | 常設演員（5集）                         |
| 2014      | 憤怒管理             | 蘿倫          | 1集（第2季第63集）                      |
| 2015      | 耆樂無窮（Chevy）         | 莫莉          | 未售出之試播集                          |
| 2015–2019 | 我是殭屍             | 珮頓·查爾斯   | 常設演員（第1–2季）；主要演員（第3–季） |
| 2016      | 杯子蛋糕之戰名人版   | 自己／參賽者  | 1集（第季第集）                         |
| 2016      | 作案動機             | 克蘿伊·威爾森 | 1集（第4季第10集）                      |
| 2017      | 馬蓋先               | 法蘭琪        | 1集（第1季第19集）                      |

## 獎項
| 年度 | 大獎         | 獎項                                             | 作品              | 結果 |
| ---- | ------------ | ------------------------------------------------ | ----------------- | ---- |
| 2005 | 青年藝術家獎 | 最佳電視影集演出獎（喜劇類及劇情類）－年輕女主角 | 未來少年菲爾      | 提名 |
| 2006 | 全美音樂獎   | 年度當代勵志藝術家                               | Into the Rush     | 提名 |
| 2011 | 青少年選擇獎 | 電影選擇獎：搶眼明星                             | 破處女王 共室非友 | 提名 |

## 外部連結
- 艾莉·蜜雪卡在互联网电影资料库（IMDb）上的資料（英文）
- 艾莉·蜜雪卡的Instagram帳戶
- 艾莉·蜜雪卡的X（前Twitter）